# Sokolský dům (Novi Sad)
Sokolský dům (srbsky v cyrilici Соколски дом, v latince Sokolski dom) se nachází v metropoli Autonomní oblasti Vojvodina, v Novém Sadu. Budova, která se nachází na adrese Ignjata Pavlasa 4, je od roku 2002 památkově chráněná. 

## Historie
Po dlouhou dobu neměl Sokol na v Novém Sadě v tehdejším Království Srbů, Chorvatů a Slovinců (později Jugoslávii) důstojnou budovu. V roce 1930 se Dunajská bánovina rozhodla uvolnit půl milionu tehdejších dinárů na stavbu reprezentativní budovy. Jen o něco později uvolnil magistrát města Novi Sad další milion dinárů pro budovu podobného určení (kulturní centrum). V roce 1932 byla vyhlášena soutěž na budovu, kterou vyhrál Đorđe Tabaković. Značnou část svých prací provedl zadarmo nebo se slevou, ve snaze zdůraznit společenský význam stavby a pomoci tak její realizaci v těžké situaci během hospodářské krize. Potřebný pozemek vyjednal jugoslávský Sokol s městem Novi Sad tak, že směnil své dřívější parcely za jednu rozsáhlejší u Dunajského parku, kde měl dům stát. 
Stavební práce probíhaly v letech 1934 až 1936 na okraji historického centra města, v blízkosti Dunajského parku a třídy Mihajla Pupina, hlavního bulváru ve městě. Monumentální funkcionalistická osově souměrná stavba vznikla podle projektu architekta Đorđe Tabakoviće a inženýra Dušana Tosiće. Financovat stavbu pomáhala nejen tehdejší státní správa i samospráva, ale i řada občanů prostřednictvím darů.
Kvůli výstavbě Sokolského domu bylo rozhodnuto o zastavení realizace projektu modernistické budovy Novosadského divadla, kterou navrhl tehdejší architekt Nikola Dobrović.
Nápadná je především kvůli kontrastu cihlových obkladů ve vrchní části fasády a kamennému obložení v prostoru vstupu a oken. V levém křídle se nacházely dva sály pro tělocvičné organizace, které byly vybaveny moderním náčiním dovezeným z tehdejšího Československa. V pravém křídle se nacházel hlavní sál; v centrálním potom restaurace. Budova původně sloužila pro vojvodinskou organizaci hnutí Sokol. Místní sály byly ale pronajímány různým dalším kulturním organizacím, které zde pořádaly své sjezdy, např. feministická hnutí v roce 1938.
V roce 1941 po obsazení města maďarským vojskem a připojení Nového Sadu k Maďarsku sloužil dům organizaci Levente. Maďaři zlikvidovali původní sochu krále Alexandra I. Karađorđeviće od sochaře Rade Stankoviće, která byla umístěna v hlavní vstupní hale.
Po nástupu komunismu v Jugoslávii v roce 1945 byl upraven na Dům kultury. V současné době v budově sídlí Divadlo mládeže (srbsky Pozorište mladih). Do průčelí budovy se rovněž vrátil původní nápis Králi sjednotiteli (srbsky Kralju ujedinitelju/Краљу ујединитељу), který odkazuje na tehdy vládnoucího panovníka. Obdobným způsobem provedený (v historizující cyrilici) nápis Соколски дом) musel být nakonec po sporu o podobu kulturní památky odstraněn.